# Délinquance des mineurs en droit français
Pour les articles homonymes, voir Délinquance juvénile (homonymie).
Pour des articles plus généraux, voir Délinquance et Justice des mineurs en France.
En droit français, la délinquance juvénile est un comportement illégal d'un enfant ou d'un adolescent.

## Historique
Sous l'Ancien Régime la délinquance, le vagabondage, la marginalité font l'objet d'un traitement pénal, par l'enfermement, le bannissement ou les galères.
Le code pénal de 1810 préconise l'enfermement des mineurs dans des lieux distincts des adultes. La prison de la Petite Roquette réservée aux mineurs est créée en 1832. La première colonie pénitentiaire est ouverte à Mettray en 1839. Cette colonie fonctionne de manière analogue à l'établissement correctionnel d'Auburn dans l'État de New York. Alexis de Tocqueville membre fondateur de la colonie avait en 1831 visité cette prison avec Gustave de Beaumont, ils préconisaient une réforme du système pénitentiaire français dans leur livre sur le système pénitentiaire en France et à l'étranger. La colonie est à l'origine du métier d'éducateur spécialisé et d'éducateur technique spécialisé, Les colonies pénitentiaires furent fermées après l'ordonnance de 1945, car considérées comme des bagnes pour enfants.
L'ordonnance de 1945 établissait la primauté de l'éducation sur la répression et l'enfermement pour les mineurs. Dans son rapport remis à la ministre de la Justice en décembre 2008, la Commission Varinard, chargée de présenter des observations pour réformer l'ordonnance de 1945, avait formulé 70 recommandations pour rendre la justice pénale « plus lisible et plus adaptée à la délinquance » en clarifiant les concepts fondamentaux qui sous-tendent la justice pénale des mineurs.
Depuis la doctrine en matière de pénalité des mineurs évolue vers plus de répression, sous l'influence du sentiment d'insécurité dans l'opinion et la réponse politique à l'opinion, renforce, l'arsenal juridique de lutte contre la délinquance juvénile.

## Responsabilité parentale

### Le principe
La responsabilité pénale est personnelle et n'a aucune limite d'âge, elle fait néanmoins appel à la notion de discernement. À partir de 10 ans, l'enfant peut faire l'objet de mesures éducatives. La sanction pénale dont l'incarcération peut intervenir à partir de l'âge de 13 ans. Le juge pour enfants qui traite des affaires judiciaires concernant les mineurs a été créé en France en 1945

### Les exceptions
La France, comme de nombreux pays, distingue les mineurs des majeurs et d'autre part suivant l'âge du mineur qui commet une infraction, un délit ou un crime, les sanctions varient :
- pour le mineur de 10 ans : aucune mesure ne peut être appliquée. La loi reconnaît donc l'irresponsabilité pénale absolue pour les enfants.
- pour le mineur entre 10 et 13 ans : ne peut faire l'objet que de mesures éducatives.
- pour le mineur de plus de 13 ans : des mesures éducatives peuvent être ordonnées, ainsi qu'une peine pénale si les circonstances et la personnalité du mineur l'exigent.

L'âge de l'irresponsabilité pénale relative varie en Europe ; il est de 13 ans en France.
Les mesures éducatives
Depuis l'Ordonnance de 1945, ce sont ces types de sanctions qui sont favorisées. Toutefois depuis la réforme de 2007. Le mineur de plus de 13 ans peut faire l'objet d'une mesure plus coercitive, sans être en détention, dans les centres éducatifs fermés.
Les mesures éducatives ont pour but de protéger, de surveiller et d'éduquer le mineur et de l'aider à se réinsérer. Il peut s'agir de :
- l'admonestation, pour les infractions légères.
- la remise au représentant légal ou à une personne digne de confiance.
- une mesure d'aide ou de réparation.
- une mesure d'activité de jour.
- le placement dans un établissement.
- une mesure de liberté surveillée.
- la mise sous protection judiciaire (suivi éducatif par la protection judiciaire de la jeunesse).

Les peines
- les amendes dans la limite de 7 500 €
- les peines de prison qui ne peuvent excéder la moitié du maximum prévu pour les majeurs
- le travail d'intérêt général pour les mineurs de 16 à 18 ans. Il doit être adapté à leur âge, présenter un caractère éducatif et favoriser l'insertion sociale du mineur.

Révisions des décisions
Les mesures éducatives prises par le juge des enfants ou par le tribunal pour enfants peuvent ensuite être modifiées en fonction de l'évolution de la situation de l'enfant.

## Statistiques sur les délits des mineurs, le débat en France
C'est un débat politique très sensible. En 2009, le ministre de l'Intérieur Brice Hortefeux demandait la mise place d'un couvre-feu pour les mineurs de moins de 13 ans, estimant que l'on assistait à une montée des délits commis par les mineurs, hausse de 5 % en un an pour s'établir à 18 % de l'ensemble des délits et infractions constatés par la police. De plus, la nature des délits évolue vers plus de violence en bande organisée, et vers les jeunes filles qui commettraient également plus de délits avec violence. Cette vision est à mettre en lumière avec celle du rapport du Sénat du 27 juin 2002 Délinquance des mineurs : la République en quête de respect (rapport de la commission d'enquête sur la délinquance des mineurs) (rapport) qui aboutit à des conclusions proches de celles de Brice Hortefeux. Ce rapport va se concrétiser avec la création de l'Observatoire national de la délinquance, devenu en janvier 2010 Observatoire national de la délinquance et des réponses pénales (ONDRP), dont Alain Bauer est le président du conseil d'orientation.
Cette vision est critiquée par le sociologue Laurent Mucchielli.